# Der Weg, der zur Verdammnis führt, 2. Teil. Hyänen der Lust
Der Weg, der zur Verdammnis führt, 2. Teil. Hyänen der Lust ist ein deutsches Stummfilmdrama aus dem Jahre 1919 von Otto Rippert. Dieser Film gilt als einer der wichtigsten und bekanntesten Produktionen im Rahmen der Aufklärungs- und Sittenfilme, die vor allem in den filmzensurlosen Jahren 1918/1919 entstanden. Rippert war neben Richard Oswald der bekannteste und wichtigste Vertreter dieses Genres.

## Handlung
Das Vorspiel dieses Films mit einem besonders reißerischen Untertitel, „einem typischen Exemplar für das kurz nach Ende des 1. Weltkriegs populäre[n] Genre des Sitten- und Aufklärungsfilms“, zeigt einige Szenen aus dem ersten Teil, in deren Mittelpunkt das Schicksal der jungen Änne Wolter stand. Diesem Mädchenhandel-Drama schließt sich ein weiteres um die beiden sich leichtsinnig verhaltenden Freundinnen Ilse von Giersdorf und Lilly Gross an. Die beiden kaum erwachsenen Frauen verbringen ihre erste Nacht fort von daheim in fragwürdiger Gesellschaft und geraten so rasch in die Hände der ruchlosen Mädchenhändler Madame Duval und Ignatz Czyslow. Änne Wolter, die Protagonistin des ersten Films, wird in ein Bordell nach Kairo verschleppt, während Ilse in das Freudenhaus der Madame Forget in Valencia gerät und schließlich ebenfalls in Kairo landet. Dort gelingt es ihren Eltern ihr Kind, mit Hilfe einer Mädchenschutzliga, der Gesellschaft zur Bekämpfung des Mädchenhandels, aus den Fängen skrupelloser Mädchenschieberbanden zu befreien. Während Ilse errettet wird, überlebt Änne die erlittenen Torturen nicht.

## Produktionsnotizen
Der Weg, der zur Verdammnis führt, 2. Teil. Hyänen der Lust erlebte seine Uraufführung am 6. März 1919 im Marmorhaus. Die Länge des Sechsakters betrug 1868 Meter. Der Film war eine Fortsetzung des im Vorjahr gezeigten Streifens Der Weg, der zur Verdammnis führt, 1. Teil. Das Schicksal der Änne Wolter.

## Kritik
Paimann’s Filmlisten resümierte: „Stoff und Spiel ausgezeichnet. Photos und Szenerie zumeist sehr gut.“